# Vitex heptaphylla
Vitex heptaphylla là một loài thực vật thuộc họ Verbenaceae. Loài này có ở Cuba, Dominica, Cộng hòa Dominica, và Haiti.